# Ehrenfestov paradoks
Ehrenfestov páradoks [êrenfestov ~] v fiziki obravnava vrtenje togega obroča v teoriji relativnosti. Podal ge je Paul Ehrenfest leta 1909 s člankom v Physikalische Zeitschrift.
Vrteča plošča ni inercialni sistem. Zato se zanjo ne da uporabiti posebne teorije relativnosti. Če se izračuna Lorentz-Fitzgeraldovo skrčenje, se zmanjša obseg plošče pri istem polmeru. Pravilne rezultate za vrtečo ploščo da le splošna teorija relativnosti ob pomoči ukrivljenosti prostora.